# Jane Stirling
Jane Wilhelmina Stirling o Jane Stirling (Kippenross 15 de gener de 1804 - Mid Calder 6 de febrer de 1859) era una aristòcrata escocesa, coneguda per ser una de les darreres alumnes del compositor Frédéric Chopin (1810-1849). Ella va rebre les classes de piano a París, on durant la dècada del 1840 va conèixer molts artistes i escriptors de l'època. Chopin li va dedicar els dos nocturns de l'Op. 55, publicats l'agost de 1844.
Quan, el 1848, Chopin va anar a la Gran Bretanya per a una sèrie de concerts va residir en els diferents castells de la família de Jane Stirling a la regió d'Edimburg. Des del retorn de Chopin a París i fins a la seva mort, uns mesos més tard, Jane Stirling li va dedicar moltes atencions.
Després la mort de Chopin, Jane Stirling va adquirir en subhasta una part dels seus béns. Es va quedar amb alguns objectes personals i en va oferir altres a Ludwika Jędrzejewicz, la germana gran del músic, així com a amics i alumnes del compositor. Jane també va col·laborar en els preparatius del funeral i informà en tot moment a la família de Chopin, quan van retornar a Polònia, de la realització i instal·lació del monument a la seva tomba en el cementiri del Père-Lachaise. Ella va inaugurar la tradicional peregrinació anual al cementiri Père-Lachaise, iniciativa que el musicòleg francès Édouard Ganche (1880-1945) recuperà el 1911 com a actes de la Societat Chopin.
Jane Stirling tenia una edició francesa de les obres de Chopin amb anotacions del mateix Chopin. El 1927, una neta, Ana D. Houstoun, la donà a Édouard Ganche, que formaen part de l'Édition monumentale de l'œuvre de Frédéric Chopin (Oxford University Press, 1928-1932).
Jane Stirling està enterrada en una de les lloses de l'ala nord de la catedral de Dunblane, a Escòcia.